# José Manuel "Cuco" Cerda
José Manuel "Cuco" Cerda (n. 1996, Chile) es un conductor de televisión, creador de contenido y exdeportista chileno, conocido por su rol como animador en PorcelTV, canal multiplataforma presente también en Zapping TV. Ha destacado por combinar su experiencia deportiva en el motocross con una carrera en medios de comunicación, posicionándose como uno de los rostros jóvenes emergentes de la televisión chilena. Es hermano de Raimundo Cerda.

## Biografía
Ingeniero comercial de formación, José Manuel Cerda inició su carrera televisiva en el programa El Fenómeno de Canal 13. Posteriormente, se incorporó a PorcelTV, donde conduce el programa diario Agitadores, un espacio de más de dos horas en vivo dedicado a actualidad, cultura pop y tendencias.
Paralelamente, Cerda desarrolló una carrera deportiva en motocross, alcanzando títulos nacionales y representación en campeonatos internacionales en la categoría MX1 A. Más tarde decidió enfocarse en las comunicaciones, vinculando sus experiencias en el deporte con su estilo como comunicador.

## Trayectoria
- **Televisión y streaming**: Conducción en El Fenómeno (Canal 13) y en Agitadores (PorcelTV).
- **Eventos**: Ha sido animador de espectáculos masivos, incluyendo Infinito, show del mago Jean Paul Olhaberry en Estación Mapocho (2024).
- **Deporte**: Campeón nacional de motocross en categoría estelar MX1 A y seleccionado chileno en competencias internacionales.

## Reconocimientos
- Embajador de la Fundación Gantz, institución dedicada a niños con fisura labiopalatina.
- Destacado en prensa nacional por su proyección como conductor y comunicador.

## En medios
Cerda ha sido mencionado en diversos medios de comunicación chilenos por su rol en televisión y eventos en vivo:
- La Tercera – "José Manuel Cerda se abre camino en la conducción televisiva" (2025).
- LaHora.cl – "Conducción de más de seis horas en PorcelTV durante evento de boxeo entre influencers" (2025).
- El Mercurio – "Los nuevos rostros de la televisión chilena" (2025).